# Prachovna

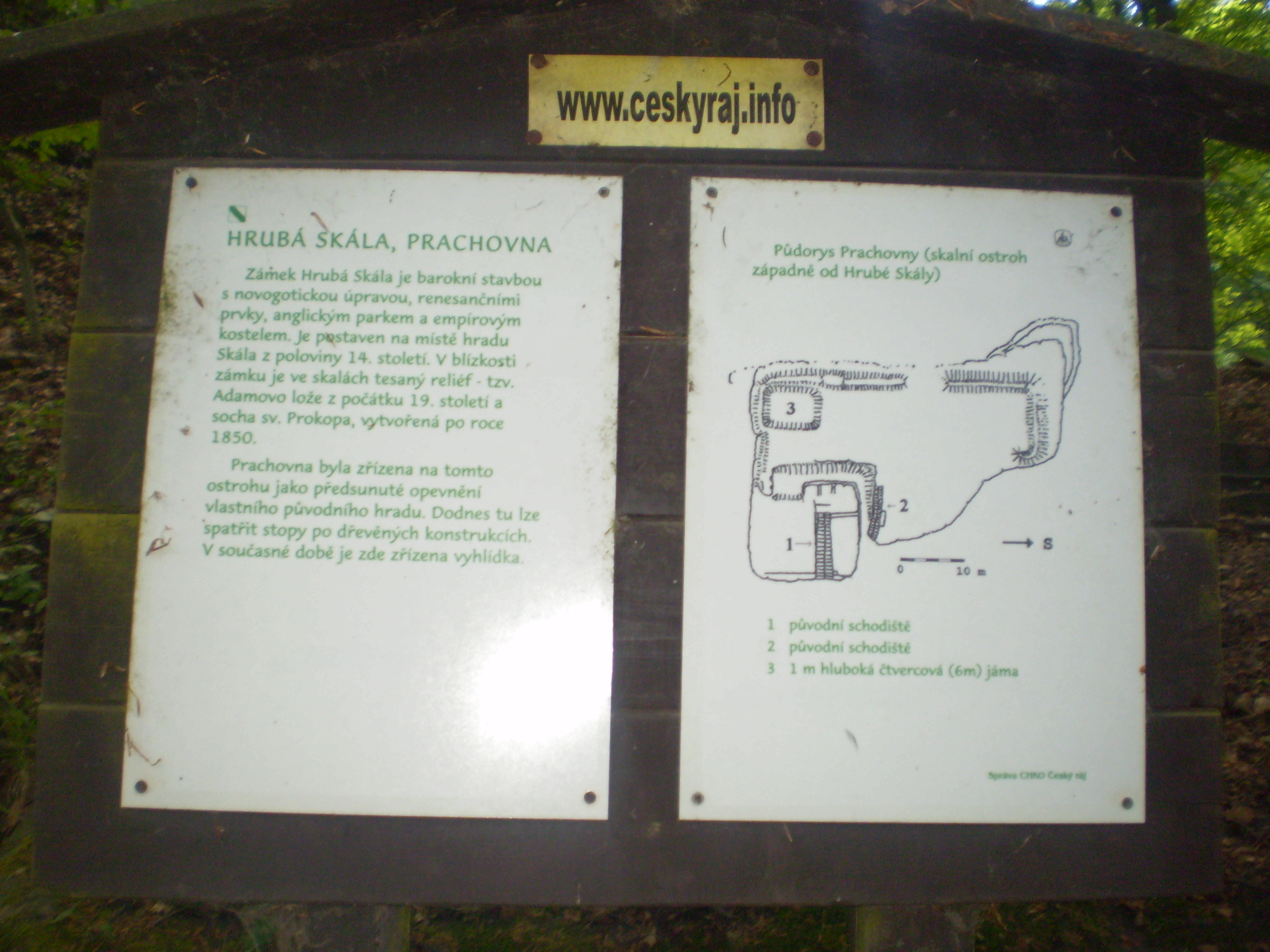
Informační tabule umístěná pod Prachovnou u zámku Hrubá Skála

Prachovna je opevněný skalní útvar blíže neznámého původu, který se nachází nedaleko zámku Hrubá Skála, nad červeně značenou Zlatou stezkou Českého ráje. Do současnosti se nedochovaly žádné písemné prameny, které by objasňovaly historii objektu. Stejně tak není známa jeho funkce, vzhledem k blízkosti bývalého hradu (dnes zámku)se dá usuzovat, že spíše než o samostatné sídlo, šlo o předsunuté opevnění Hrubé Skály. Svůj název patrně dostala podle střelného prachu, který se zde skladoval.
Jedná se o nepravidelnou skalní plošinu a rozměrech 20 x 30 metrů. Skalní útvar, na němž je plošina umístěna, je vysoký více než 20 metrů a nepřístupný ze severu, východu a jihu. Na západě jej odděluje od okolního terénu přírodní průrva, upravená do podoby 10 m širokého příkopu. Na příkopem jsou ještě dnes patrny zbytky valů. Podle rozmístění terénních nerovností na vlastní plošině se dá alespoň minimálně rekonstruovat její zástavbu. Na jihozápadním rohu zřejmě bývala podsklepená stavba, hlavní stavba se nacházela v jihovýchodním rohu, odkud se dal také kontrolovat vstup. Po vstupu se dochovalo nejen schodiště, ale také dražé v místech branky.